# Parlamentswahl in Tadschikistan 1995
Die Parlamentswahl in Tadschikistan 1995 war die erste Wahl ihrer Art in der Geschichte Tadschikistans und wurde am 26. Februar 1995 mit einem zweiten Wahlgang am 12. März abgehalten. Gewählt wurden die 181 Delegierten im tadschikischen Parlament.

## Hintergrund
Die letzten Wahlen für ein Legislativorgan auf tadschikischem Boden fanden 1990 mit der Wahl zum Obersten Sowjet der Tadschikischen Sozialistischen Sowjetrepublik statt. Nach der Unabhängigkeit Tadschikistans am 9. September 1991 wurde Rahmon Nabijew durch die Präsidentschaftswahl in Tadschikistan 1991 zum ersten gewählten Präsidenten Tadschikistans. Im Zuge des 1992 beginnenden Tadschikischen Bürgerkriegs musste dieser sein Amt allerdings aufgeben und aus Tadschikistan fliehen. Im November 1992 konnte sich Emomalij Rahmon mit Unterstützung durch Russland und Usbekistan vorerst als neues Staatsoberhaupt etablieren, die Kampfhandlungen dauerten aber an und Rahmon sah sich Angriffen islamischer und nationalistischer Kräfte ausgesetzt. Rahmon konnte sich allerdings vorerst behaupten und ließ sich durch die Präsidentschaftswahl in Tadschikistan 1994 im Amt des Präsidenten bestätigen. Die Parlamentswahl konnte während einer Waffenruhe, die Ende 1994 verhalten worden war, abgehalten werden, fand aber trotzdem unter schwierigsten Bedingungen statt.

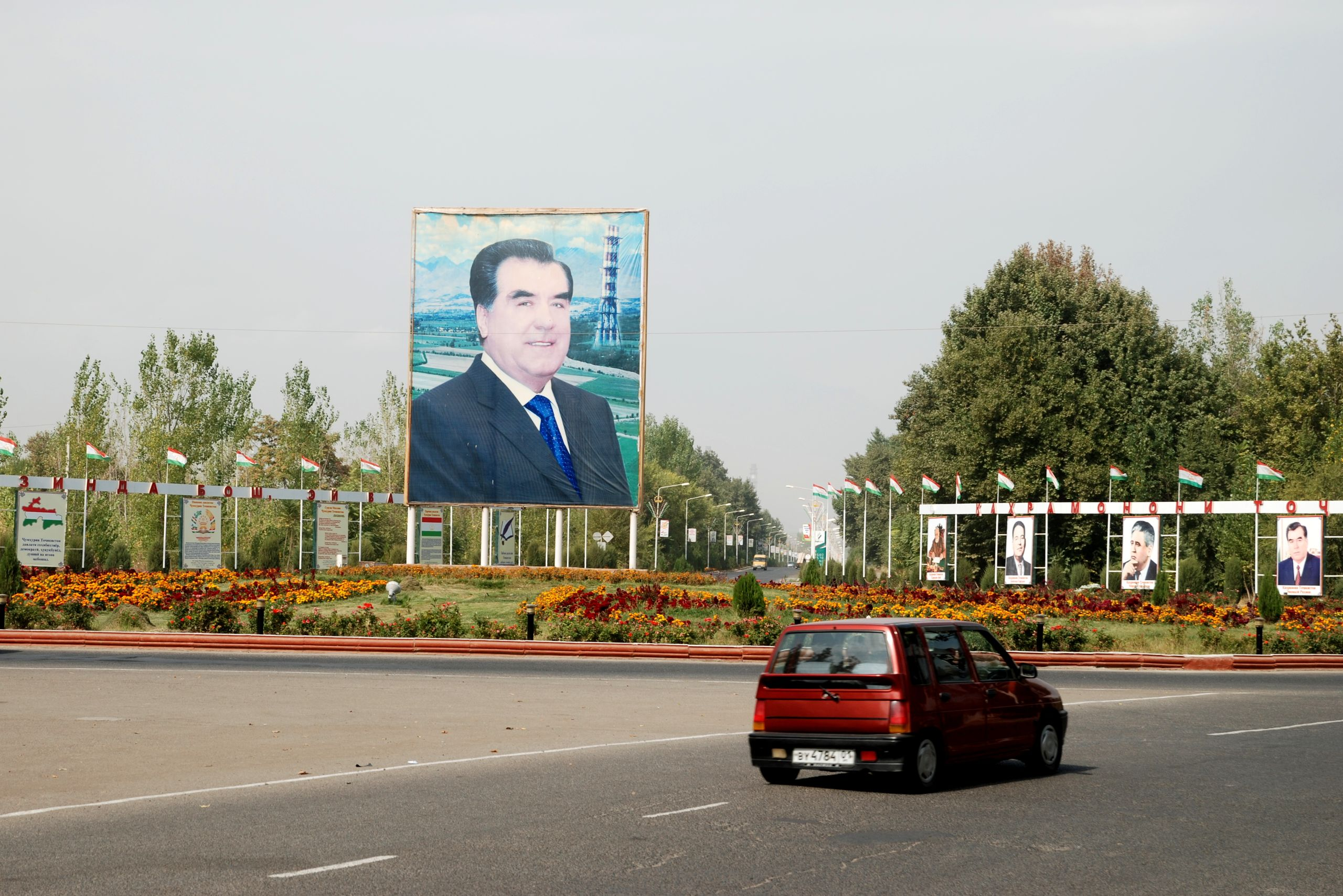
Plakat mit dem Porträt des tadschikischen Präsidenten Emomalij Rahmon in Tursunsoda

## Parteien und Kandidaten
Nachdem bereits die Präsidentschaftswahl 1994 von Teilen der Opposition gegen Rahmon boykottiert worden war, galt dies auch für die Parlamentswahl 1995. Die Islamische Partei der Wiedergeburt Tadschikistans war im Laufe des Bürgerkriegs verboten worden und konnte somit nicht an den Parlamentswahlen teilnehmen. Nachdem die Opposition der Kommunistischen Partei Tadschikistans, die auch nach der Unabhängigkeit vorerst die wichtigste politische Partei des Landes blieb, bereits nach der Präsidentschaftswahl massive Wahlfälschung vorgeworfen hatte, befürchteten zahlreiche oppositionelle Gruppen und Parteien eine erneut Manipulation der Wahl und boykottierten diese daher.
Letztlich wurden vier Parteien zur Wahl registriert. Die Kommunistische Partei, die Volkspartei Tadschikistans, die Partei für Volkseinheit und Übereinkommen und die Partei für wirtschaftliche und politische Erneuerung. Zu den insgesamt 354 Kandidaten für die 181 Mandate gehörten zudem zahlreiche unabhängige Kandidaten, die häufig dem Beamtentum angehörten und tendenziell als loyal gegenüber dem Präsidenten galten. 

## Ergebnis
In 161 der 181 Wahlbezirken konnte sich bereits im ersten Wahlgang einer der Kandidaten durchsetzen, in 20 Wahlbezirken kam es am 12. März zu einer Stichwahl. Die Wahlbeteiligung im ersten Wahlgang wurde mit 84 % angegeben. Die Zusammensetzung des Parlaments nach der Parlamentswahl entsprach einer deutlichen Mehrheit für die Befürworter des Präsidenten Rahmon und seiner Politik.
| Partei                                               | Sitze |
| ---------------------------------------------------- | ----- |
| Kommunistische Partei Tadschikistans                 | 60    |
| Volkspartei Tadschikistans                           | 5     |
| Partei für Volkseinheit und Übereinkommen            | 2     |
| Partei für wirtschaftliche und politische Erneuerung | 1     |
| Unabhängige                                          | 113   |
| Gesamt                                               | 181   |

Nach der Parlamentswahl bestand das Parlament Tadschikistans aus 176 männlichen und fünf weiblichen Delegierten.

## Folgen
Das neu gewählte Parlament trat am 6. April 1995 erstmals zusammen. Ministerpräsident wurde Dschamsched Karimow, ein Cousin des damaligen usbekischen Präsidenten Islom Karimov. Karimov hatte das Amt bereits seit 1994 inne und wurde vom neuen Parlament als Ministerpräsident bestätigt. Die scheinbare Festigung der Macht des Präsidenten Rahmon und seiner Kommunistischen Partei erwies sich im Folgenden vorerst als Trugschluss, nachdem Rebellen 1996 weite Teile des Landes unter ihre Kontrolle bringen konnten. Erst mit der anschließenden Spaltung der Opposition konnte Rahmon die Lage im Land wieder kontrollieren und seine Macht ausbauen.